# Augochlorodes turrifaciens
Augochlorodes turrifaciens är en biart som beskrevs av Jesus Santiago Moure 1958. Augochlorodes turrifaciens ingår i släktet Augochlorodes och familjen vägbin. Inga underarter finns listade.